# Wiesław Gondek
Wiesław Gondek (ur. 4 września 1931 w Ulinie Małej, zm. 21 lipca 2003 w Krakowie) – polski działacz samorządowy i partyjny, agronom, doktor nauk rolniczych. W latach 1982–1983 przewodniczący Prezydium Miejskiej Rady Narodowej w Krakowie, w latach 1982–1987 wiceprezydent Krakowa i wicewojewoda krakowski.

## Życiorys
Syn Józefa i Marii. Uczył się w gimnazjum w Miechowie i technikum rolniczym w Czernichowie. W 1954 uzyskał tytuł inżyniera rolnictwa, a w 1956 magistra agrotechnika w Wyższej Rolniczej w Krakowie. W latach 1960–1982 pracownik naukowy krakowskiego oddziału Instytutu Uprawy, Nawożenia i Gleboznawstwa, w 1972 uzyskał tam stopień doktora nauk rolniczych na podstawie pracy pt. „Zagadnienia przydatności rolniczej gleb górskich województwa krakowskiego”. Wcześniej pracował jako agronom w Prezydium Dzielnicowej Rady Narodowej Kraków-Podgórze (1956–1957), agronom-klasyfikator w Ministerstwie Rolnictwa (1957–1959) oraz kierownik oddziału w Wydziale Rolnictwa i Leśnictwa Prezydium Miejskiej Rady Narodowej w Krakowie. Kierował Wojewódzką Pracownią Kartografii Gleb, był także inspektorem wojewódzkim oraz wykładowcą Wydziału Rolniczo-Ekonomicznego Uniwersytetu Rolniczego w Krakowie.
W młodości aktywny w Związku Młodzieży Polskiej. W 1957 zaangażował się w działalność Zjednoczonego Stronnictwa Ludowego. Zajmował stanowisko sekretarza koła ZSL Kraków-Podgórze (1958–1962) i prezesa Dzielnicowego Komitetu ZSL Kraków-Zwierzyniec (1963–1968). Wchodził w skład plenum Komitetu Miejskiego i Komitetu Krakowskiego ZSL, był wiceprezesem tego ostatniego i prezesem krakowskiego koła partii (1979–1981). Przez 23 lata zasiadał w Miejskiej Rady Narodowej w Krakowie. Pełnił funkcję członka jej prezydium, następnie przewodniczącego prezydium od 26 marca 1982 do 19 stycznia 1983. Od 30 grudnia 1982 do marca 1987 był wiceprezydentem Krakowa i z urzędu wicewojewodą krakowskim.
Został pochowany w alei zasłużonych cmentarza Rakowickiego w Krakowie.

## Odznaczenia
Odznaczony m.in. Krzyżem Oficerskim i Kawalerskim Orderu Odrodzenia Polski, a także wyróżniony Złotą Odznaką za Pracę Społeczną dla miasta Krakowa i wpisem do Księgi Honorowej Zasłużonych Ludzi Ziemi Krakowskiej.